# Otto Untersalmberger
Otto Untersalmberger (né le 4 septembre 1906, mort le 9 décembre 2001 à Vienne) est un chef-opérateur du son autrichien.

## Biographie
Otto Untersalmberger va à Rome après sa formation technique, où il travaille bien à Cinecittà à la fin des années trente. Sa spécialité est les romances et mélodrames, mais aussi les opéras, opérettes et films musicaux avec Beniamino Gigli. Certains de ces films sont créés à la suite du rapprochement des régimes fascistes de Hitler et de Mussolini dans le cadre d'une coproduction italo-allemande. En 1940, Untersalmberger met fin à sa carrière en Italie et rentre à Vienne. En très peu de temps, Otto Untersalmberger devient l'ingénieur du son le plus important du cinéma autrichien aux côtés de son collègue Herbert Janeczka, avec qui il travaille à plusieurs reprises dans les années 1950. En 1963, Untersalmberger se retire de l'industrie cinématographique.

## Filmographie
- 1936 : Lohengrin
- 1938 : Unsere kleine Frau
- 1938 : Dir gehört mein Herz
- 1938 : La casa del peccato
- 1938 : Mia moglie si diverte
- 1938 : Battements de cœur
- 1939 : Piccolo hotel
- 1939 : Der singende Tor
- 1939 : Dora Nelson
- 1939 : Légitime défense
- 1940 : Pazza di gioia
- 1940 : Ritorno
- 1940 : La canzone rubata
- 1940 : La zia smemorata
- 1943 : Les femmes ne sont pas des anges
- 1943 : Wien 1910
- 1944 : Der gebieterische Ruf
- 1947 : Grève d'amour (de)
- 1947 : Visage immortel
- 1947 : Amour et musique
- 1948 : Ein Mann gehört ins Haus
- 1948 : Valse céleste
- 1948 : Fregola
- 1949 : Lambert fühlt sich bedroht
- 1949 : Eroïca
- 1949 : Amour d'enfer
- 1950 : Der Seelenbräu
- 1950 : Cordula
- 1951 : La Guerre des valses
- 1952 : Abenteuer in Wien (de)
- 1952 : Vienne, premier avril an 2000
- 1953 : Drei von denen man spricht
- 1953 : Hab' ich nur Deine Liebe (de)
- 1954 : Ceux qui ont encore une mère (Das Licht der Liebe)
- 1954 : L'Écho des montagnes (Echo der Berge)
- 1954 : Les Jeunes Années d'une reine
- 1954 : La Fin d'Hitler
- 1955 : Mam'zelle Cri-Cri
- 1955 : Sonnenschein und Wolkenbruch
- 1956 : Fuhrmann Henschel
- 1956 : Antonia en uniforme (Kaiserjäger)
- 1957 : Ober, zahlen! (de)
- 1957 : Le Plus Beau Jour de ma vie
- 1957 : Die Heilige und ihr Narr (de)
- 1957 : Vienne, ville de mes rêves (Wien, du Stadt meiner Träume)
- 1960 : Vas-y Conny (Meine Nichte tut das nicht)
- 1960 : L'Héritage de Björndal
- 1961 : Jedermann (de)
- 1962 : Romanze in Venedig (de)
- 1962 : Le Bandit et la Princesse (…und ewig knallen die Räuber)
- 1963 : Le Grand Jeu de l'amour (Das große Liebesspiel)